# Królowa (film)
Królowa (ang. The Queen) – brytyjski film fabularny z 2006 roku w reżyserii
Stephena Frearsa.
Akcja filmu skupia się na tygodniu następującym po tragicznej śmierci księżnej Diany w sierpniu 1997 roku. Dla Elżbiety II i nowo wybranego premiera Tony’ego Blaira jest on sprawdzianem charakterów, przekonań i zdolności do kompromisu. Każde z nich na śmierć księżnej i medialną wrzawę reaguje inaczej; Królowa odgradza się od świata za murami letniej rezydencji Balmoral, a premier zyskuje na popularności, wygłaszając przemówienia do narodu. Tymczasem reakcji dworu domagają się tłumy składające hołd zmarłej oraz tabloidy, coraz brutalniej atakujące rodzinę królewską. Twórcy filmu szczególny nacisk położyli na dyskusję dwu wartości i modeli sprawowania władzy: tradycyjnego konserwatyzmu brytyjskiego z otwartością, nowoczesnością i sprytem politycznym reprezentowanym przez młodego Blaira, oraz zapytali o użyteczność tego pierwszego we współczesnym świecie.
Film został bardzo ciepło przyjęty przez krytyków i publiczność. Był jednym z najdłużej oklaskiwanych na 63. MFF w Wenecji w 2006, gdzie zdobył trzy nagrody, w tym dla grającej tytułową postać Helen Mirren. Aktorka za rolę Elżbiety II otrzymała także Oscara, Złoty Glob i BAFTA.

## Fabuła
Wielka Brytania, lato 1997 roku. W majowych wyborach parlamentarnych wygrywa Partia Pracy, a jej lider Tony Blair (Michael Sheen) obejmuje stanowisko premiera. Blair w kampanii wyborczej głosił hasła reformatorskie i zapowiadał modernizację kraju, więc zwycięstwo laburzystów spotyka się z niezadowoleniem dworu królewskiego. Trzy miesiące później w wypadku samochodowym w Paryżu ginie Diana, była żona następcy tronu i jedna z najpopularniejszych osób na Wyspach. Jej śmierć staje się pierwszym sprawdzianem umiejętności przywódczych Blaira oraz próbą dla królowej Elżbiety II (Helen Mirren), która odgradza się za grubymi murami swojej letniej rezydencji.
Tłumy składają wieńce żałobne pod Pałacem Buckingham oraz, prowokowane przez tabloidy, coraz głośniej domagają się reakcji dworu. Tymczasem Królowa milczy. Z najbliższymi przebywa na wakacjach w zamku Balmoral w Szkocji. Aby odciągnąć Williama i Harry’ego od wrzawy i zainteresowania prasy, książę Filip (James Cromwell) zabiera chłopców na polowanie. W lesie spotykają ogromnego jelenia, ale zwierzęcia nie udaje się zabić. Śmierć Diany, która od czasu rozwodu z księciem Karolem (Alex Jennings) przestała należeć do rodziny królewskiej, wywołała skrajne emocje Elżbiety; od obawy o dobro wnuków, po niechęć do medialnej burzy, która z czasem zaczyna przybierać coraz silniejsze formy ataku na dwór i monarchię. W rozmowie telefonicznej z premierem Królowa odmawia wydania komunikatu oraz nie zgadza się na oficjalny pochówek w Westminster Abbey, twierdząc, że pogrzeb jest prywatną sprawą rodziny Diany. Reakcja Elżbiety spotyka się z nieśmiałym protestem Karola oraz niezrozumieniem Blaira i jego żony Cherie (Helen McCrory), która zastanawia się nad sensem istnienia monarchii i namawia męża na zmianę ustroju.

## Obsada
- Helen Mirren – Elżbieta II
- Michael Sheen – Tony Blair
- James Cromwell – Książę Filip
- Alex Jennings – Książę Karol
- Helen McCrory – Cherie Blair
- Sylvia Syms – Królowa Matka
- Roger Allam – sir Robin Janvrin
- Mark Bazeley – Alistair Campbell
- Douglas Reith – Lord Airlie

Premier wygłasza przygotowane przez swojego rzecznika prasowego Alistaira Campbella (Mark Bazeley) przemówienie do narodu, w którym nazywa Dianę „królową ludu”. Popularność Blaira rośnie. O swoim poparciu zapewnia go w także książę Karol.
Tymczasem Blair, niedawno głoszący hasła wielkiej modernizacji kraju, z coraz większym zaniepokojeniem patrzy na ataki mediów na dwór. Cherie sugeruje nawet, że Królowa przypomina mu jego zmarłą matkę, która, gdyby żyła, miałaby teraz tyle samo lat, co Elżbieta. Premier w publicznych wystąpieniach broni Królowej, a w kolejnej rozmowie telefonicznej namawia do wydania zgody na pogrzeb w Westminster Abbey oraz do wywieszenia flagi w Pałacu Buckingham (co byłoby złamaniem protokołu królewskiego). Jego sugestie spotykają się z oburzeniem Filipa. Królowa podziela zdanie męża, ale jednocześnie ma coraz więcej wątpliwości. Ze swoimi wahaniami dzieli się z Królową Matką (Sylvia Syms), która zapewnia ją, że jej obecna postawa jest słuszna i przypomina jej słowa dawnej przysięgi o poświęceniu całego życia dla dobra kraju.
Elżbieta wyrusza starym jeepem na przejażdżkę po terenach posiadłości. Kiedy przebywa rzekę, samochód ulega awarii. Oczekując na pomoc, dostrzega za sobą jelenia. Jest zachwycona jego pięknem i potęgą. Słysząc nadchodzących myśliwych, przepędza zwierzę. Niedługo potem od Filipa dowiaduje się, że jeleń został zabity przez gościa jednego z sąsiadów. Martwe ciało z odrąbaną głową wykończoną imponującym porożem wywołuje jej wzruszenie.
Wkrótce ku niezadowoleniu męża decyduje się na powrót do Londynu. Przed Pałacem Buckingham rodzina królewska wysiada z auta. Królowa rozmawia z tłumem, licznie zgromadzonym przed bramą, oraz ogląda wieńce. Na kilku z nich widnieją oskarżenia dworu o śmierć Diany. Wkrótce potem Elżbieta wygłasza przemówienie, w którym mówi o życiu i osiągnięciach zmarłej oraz tłumaczy powody długiego milczenia.
Dwa miesiące później Blair przyjeżdża do Pałacu na cotygodniowe omówienie spraw bieżących. Raz jeszcze rozmawiają o wydarzeniach z lata. Na koniec Królowa zapewnia premiera, że on również przekona się, jak łatwo i szybko można stracić szacunek obywateli oraz przestrzega, że prędzej, czy później jego popularność obróci się przeciwko niemu.

## Nagrody i nominacje
- Oscar 2006:
  - Najlepsza aktorka pierwszoplanowa (Helen Mirren)
  - nominacja Najlepszy film
  - nominacja Najlepszy reżyser (Stephen Frears)
  - nominacja Najlepszy scenariusz oryginalny (Peter Morgan)
  - nominacja Najlepsza muzyka (Alexandre Desplat)
  - nominacja Najlepsze kostiumy (Consolata Boyle)

- BAFTA 2006:
  - Najlepszy film
  - Najlepsza aktorka pierwszoplanowa (Helen Mirren)
  - nominacja Najlepszy aktor drugoplanowy (Michael Sheen)
  - nominacja Najlepszy reżyser (Stephen Frears)
  - nominacja Najlepszy scenariusz oryginalny (Peter Morgan)
  - nominacja Najlepsza muzyka (Alexandre Desplat)
  - nominacja Najlepsze kostiumy (Consolata Boyle)
  - nominacja Najlepszy montaż (Lucia Zucchetti)
  - nominacja Najlepsza chatakteryzacja (Daniel Phillips)

- Złoty Glob 2006:
  - Najlepsza aktorka pierwszoplanowa w dramacie (Helen Mirren)
  - Najlepszy scenariusz (Peter Morgan)
  - nominacja Najlepszy film dramatyczny
  - nominacja Najlepszy reżyser (Stephen Frears)

- 63. MFF w Wenecji (2006):
  - Puchar Volpiego dla najlepszej aktorki (Helen Mirren)
  - Złota Osella za najlepszy scenariusz (Peter Morgan)
  - Nagroda FIPRESCI
  - nominacja do Złotego Lwa